# Liste de musées en Tunisie
La Tunisie compte de nombreux musées répartis sur l'ensemble de son territoire et couvrant tous les aspects historiques et culturels du pays.

## Gouvernorat de l'Ariana
Aucun musée n'est recensé sur le territoire du gouvernorat de l'Ariana.

## Gouvernorat de Béja
| Localité   | Nom                 | Image               | Coordonnées                 | Ouverture |
| ---------- | ------------------- | ------------------- | --------------------------- | --------- |
| Téboursouk | Musée de Téboursouk | Musée de Téboursouk | 36° 27′ 32″ N, 9° 14′ 37″ E |           |

## Gouvernorat de Ben Arous
Aucun musée n'est recensé sur le territoire du gouvernorat de Ben Arous.

## Gouvernorat de Bizerte
| Localité     | Nom                              | Image                            | Coordonnées                  | Ouverture |
| ------------ | -------------------------------- | -------------------------------- | ---------------------------- | --------- |
| Bizerte      | Musée océanographique de Bizerte | Musée océanographique de Bizerte | 37° 16′ 41″ N, 9° 52′ 37″ E  |           |
| Ghar El Melh | Musée des zones humides          | Musée géologique de l'Ichkeul    | 37° 10′ 10″ N, 10° 11′ 40″ E | 2017      |
| Ichkeul      | Écomusée de l'Ichkeul            | Écomusée de l'Ichkeul            | 37° 08′ 18″ N, 9° 41′ 33″ E  |           |
| Ichkeul      | Musée géologique de l'Ichkeul    | Musée géologique de l'Ichkeul    | 37° 08′ 09″ N, 9° 41′ 29″ E  |           |
| Utique       | Musée national d'Utique          | Musée national d'Utique          | 37° 03′ 07″ N, 10° 03′ 31″ E | 1990      |

## Gouvernorat de Gabès
| Localité | Nom                                             | Image                                           | Coordonnées                  | Ouverture |
| -------- | ----------------------------------------------- | ----------------------------------------------- | ---------------------------- | --------- |
| Gabès    | Musée ethnographique de Gabès                   | Musée ethnographique de Gabès                   | 33° 52′ 07″ N, 10° 05′ 27″ E | 1984      |
| Mareth   | Musée militaire de la ligne défensive de Mareth | Musée militaire de la ligne défensive de Mareth | 33° 35′ 46″ N, 10° 18′ 41″ E |           |
| Tamezret | Diar Amor                                       | Diar Amor                                       | 33° 32′ 34″ N, 9° 53′ 44″ E  |           |
| Tamezret | Musée berbère de Tamezret                       | Musée berbère de Tamezret                       | 33° 32′ 13″ N, 9° 51′ 52″ E  | 1999      |

## Gouvernorat de Gafsa
| Localité   | Nom                          | Image                        | Coordonnées                 | Ouverture |
| ---------- | ---------------------------- | ---------------------------- | --------------------------- | --------- |
| El Guettar | Musée du général Patton      | Musée du général Patton      | 34° 20′ 04″ N, 8° 57′ 57″ E | 2011      |
| Gafsa      | Dar Longo                    | Dar Longo                    | 34° 24′ 54″ N, 8° 47′ 15″ E | 1992      |
| Gafsa      | Musée archéologique de Gafsa | Musée archéologique de Gafsa | 34° 25′ N, 8° 47′ E         | 1990      |

## Gouvernorat de Jendouba
| Localité    | Nom                                           | Image                                         | Coordonnées                 | Ouverture |
| ----------- | --------------------------------------------- | --------------------------------------------- | --------------------------- | --------- |
| Bulla Regia | Musée de Bulla Regia                          | Musée de Bulla Regia                          | 36° 33′ 24″ N, 8° 45′ 16″ E | 1982      |
| Chemtou     | Musée de Chemtou                              | Musée de Chemtou                              | 36° 29′ 23″ N, 8° 34′ 37″ E | 1997      |
| Ghardimaou  | Musée de la mémoire commune tuniso-algérienne | Musée de la mémoire commune tuniso-algérienne | 36° 27′ 02″ N, 8° 26′ 32″ E | 2005      |

## Gouvernorat de Kairouan
| Localité | Nom                                       | Image                                     | Coordonnées                  | Ouverture |
| -------- | ----------------------------------------- | ----------------------------------------- | ---------------------------- | --------- |
| Kairouan | Musée du tapis                            | Musée du tapis                            | 35° 40′ 21″ N, 10° 05′ 57″ E |           |
| Raqqada  | Musée national d'art islamique de Raqqada | Musée national d'art islamique de Raqqada | 35° 35′ 33″ N, 10° 03′ 10″ E | 1986      |

## Gouvernorat de Kasserine
| Localité | Nom                            | Image                          | Coordonnées                 | Ouverture |
| -------- | ------------------------------ | ------------------------------ | --------------------------- | --------- |
| Haïdra   | Musée archéologique de Haïdra  | Musée archéologique de Haïdra  | 35° 33′ 56″ N, 8° 27′ 13″ E | 2018      |
| Sbeïtla  | Musée archéologique de Sbeïtla | Musée archéologique de Sbeïtla | 35° 14′ N, 9° 08′ E         |           |

## Gouvernorat de Kébili
| Localité | Nom                     | Image                   | Coordonnées         | Ouverture |
| -------- | ----------------------- | ----------------------- | ------------------- | --------- |
| Douz     | Musée du Sahara de Douz | Musée du Sahara de Douz | 33° 27′ N, 9° 01′ E | 1997      |

## Gouvernorat du Kef
| Localité | Nom                                            | Image                                          | Coordonnées                 | Ouverture |
| -------- | ---------------------------------------------- | ---------------------------------------------- | --------------------------- | --------- |
| Le Kef   | Musée des Arts et Traditions populaires du Kef | Musée des Arts et Traditions populaires du Kef | 36° 10′ 58″ N, 8° 42′ 55″ E | 1970      |

## Gouvernorat de Mahdia
| Localité | Nom                            | Image                          | Coordonnées                  | Ouverture |
| -------- | ------------------------------ | ------------------------------ | ---------------------------- | --------- |
| El Jem   | Musée archéologique d'El Jem   | Musée archéologique d'El Jem   | 35° 17′ 23″ N, 10° 42′ 17″ E | 1970      |
| Mahdia   | Dar Sghir                      | Dar Sghir                      | 35° 30′ 21″ N, 11° 04′ 33″ E |           |
| Mahdia   | Musée de Mahdia                | Musée de Mahdia                | 35° 30′ 14″ N, 11° 04′ 08″ E |           |
| Salakta  | Musée archéologique de Salakta | Musée archéologique de Salakta | 35° 23′ 33″ N, 11° 02′ 56″ E | 1980      |

## Gouvernorat de la Manouba
| Localité   | Nom                      | Image                    | Coordonnées                  | Ouverture |
| ---------- | ------------------------ | ------------------------ | ---------------------------- | --------- |
| La Manouba | Musée militaire national | Musée militaire national | 36° 48′ 41″ N, 10° 05′ 55″ E | 1989      |

## Gouvernorat de Médenine
| Localité   | Nom                                              | Image                                            | Coordonnées                  | Ouverture |
| ---------- | ------------------------------------------------ | ------------------------------------------------ | ---------------------------- | --------- |
| Guellala   | Musée de Guellala                                | Musée de Guellala                                | 33° 43′ 57″ N, 10° 51′ 56″ E | 2001      |
| Houmt Souk | Musée du patrimoine traditionnel de Djerba       | Musée du patrimoine traditionnel de Djerba       | 33° 52′ 47″ N, 10° 51′ 45″ E | 2008      |
| Médenine   | Musée des coutumes et des traditions de Médenine | Musée des coutumes et des traditions de Médenine | 33° 20′ 51″ N, 10° 29′ 31″ E | 2006      |
| Midoun     | Musée Lalla Hadria                               | Musée Lalla Hadria                               | 33° 49′ 11″ N, 11° 02′ 42″ E | 2003      |
| Zarzis     | Musée de la pêche artisanale de Zarzis           | Musée de la pêche artisanale de Zarzis           | 33° 30′ 02″ N, 11° 07′ 00″ E | 2016      |
| Zarzis     | Musée de Zarzis                                  | Musée de Zarzis                                  | 33° 30′ 14″ N, 11° 06′ 55″ E | 2003      |

## Gouvernorat de Monastir
| Localité    | Nom                                                 | Image                                               | Coordonnées                  | Ouverture |
| ----------- | --------------------------------------------------- | --------------------------------------------------- | ---------------------------- | --------- |
| Jemmal      | Musée Sidi Belkhiria                                | Musée Sidi Belkhiria                                | 35° 37′ 19″ N, 10° 45′ 31″ E |           |
| Ksar Hellal | Musée Dar Ayed                                      | Musée Dar Ayed                                      |                              |           |
| Lamta       | Musée archéologique de Lamta                        | Musée archéologique de Lamta                        | 35° 40′ 37″ N, 10° 52′ 38″ E | 1992      |
| Moknine     | Musée archéologique et ethnographique de Moknine    | Musée archéologique et ethnographique de Moknine    | 35° 37′ 32″ N, 10° 54′ 03″ E | 2007      |
| Monastir    | Musée des Arts et Traditions populaires de Monastir | Musée des Arts et Traditions populaires de Monastir | 35° 46′ 27″ N, 10° 49′ 52″ E | 1985      |
| Monastir    | Musée des arts islamiques de Monastir               | Musée des arts islamiques de Monastir               | 35° 46′ 34″ N, 10° 49′ 59″ E | 1958      |
| Monastir    | Musée Habib-Bourguiba                               | Musée Habib-Bourguiba                               | 35° 46′ 43″ N, 10° 47′ 02″ E | 2013      |
| Monastir    | Musée Harzallah de la photographie                  | Musée Harzallah de la photographie                  |                              |           |

## Gouvernorat de Nabeul
| Localité  | Nom                              | Image                            | Coordonnées                  | Ouverture |
| --------- | -------------------------------- | -------------------------------- | ---------------------------- | --------- |
| Hammamet  | Musée Dar Khadija                | Musée Dar Khadija                | 36° 23′ 37″ N, 10° 36′ 48″ E | 2008      |
| Kerkouane | Musée archéologique de Kerkouane | Musée archéologique de Kerkouane | 36° 56′ 49″ N, 11° 05′ 54″ E | 1986      |
| Nabeul    | Musée de Nabeul                  | Musée de Nabeul                  | 36° 27′ 03″ N, 10° 44′ 11″ E | 1984      |

## Gouvernorat de Sfax
| Localité                | Nom                                            | Image                                          | Coordonnées                  | Ouverture |
| ----------------------- | ---------------------------------------------- | ---------------------------------------------- | ---------------------------- | --------- |
| El Abbassia (Kerkennah) | Musée du patrimoine insulaire de Kerkennah     | Musée du patrimoine insulaire de Kerkennah     | 34° 43′ 12″ N, 11° 14′ 36″ E | 2006      |
| Sfax                    | Musée archéologique de Sfax                    | Musée archéologique de Sfax                    | 34° 43′ 56″ N, 10° 45′ 50″ E | 1907      |
| Sfax                    | Musée de l'architecture traditionnelle de Sfax | Musée de l'architecture traditionnelle de Sfax | 34° 44′ 00″ N, 10° 45′ 32″ E |           |
| Sfax                    | Musée Dar Jellouli                             | Musée Dar Jellouli                             | 34° 44′ 13″ N, 10° 45′ 44″ E | 1939      |

## Gouvernorat de Sidi Bouzid
Aucun musée n'est recensé sur le territoire du gouvernorat de Sidi Bouzid.

## Gouvernorat de Siliana
| Localité | Nom                                       | Image                                     | Coordonnées                 | Ouverture |
| -------- | ----------------------------------------- | ----------------------------------------- | --------------------------- | --------- |
| Kesra    | Musée du patrimoine traditionnel de Kesra | Musée du patrimoine traditionnel de Kesra | 35° 48′ 48″ N, 9° 22′ 02″ E | 2009      |
| Makthar  | Musée de Makthar                          | Musée de Makthar                          | 35° 51′ 22″ N, 9° 12′ 23″ E | 1967      |

## Gouvernorat de Sousse
| Localité | Nom                           | Image                         | Coordonnées                  | Ouverture |
| -------- | ----------------------------- | ----------------------------- | ---------------------------- | --------- |
| Enfida   | Musée d'Enfida                | Musée d'Enfida                | 36° 08′ 07″ N, 10° 22′ 47″ E | 1965      |
| Sousse   | Dar Am Taïeb                  | Dar Am Taïeb                  | 35° 49′ 15″ N, 10° 37′ 49″ E | 2005      |
| Sousse   | Musée archéologique de Sousse | Musée archéologique de Sousse | 35° 49′ 19″ N, 10° 38′ 07″ E | 1951      |
| Sousse   | Musée Dar Essid               | Musée Dar Essid               | 35° 49′ 38″ N, 10° 38′ 00″ E |           |
| Sousse   | Musée El Kobba                | Musée El Kobba                | 35° 49′ 30″ N, 10° 38′ 18″ E | 1994      |

## Gouvernorat de Tataouine
| Localité  | Nom                             | Image                           | Coordonnées                  | Ouverture |
| --------- | ------------------------------- | ------------------------------- | ---------------------------- | --------- |
| Tataouine | Musée de la mémoire de la Terre | Musée de la mémoire de la Terre | 32° 55′ 04″ N, 10° 24′ 55″ E |           |

## Gouvernorat de Tozeur
| Localité | Nom                                                 | Image                                               | Coordonnées                 | Ouverture |
| -------- | --------------------------------------------------- | --------------------------------------------------- | --------------------------- | --------- |
| Nefta    | Musée des civilisations arabo-berbères Ibn-Khaldoun | Musée des civilisations arabo-berbères Ibn-Khaldoun | 33° 52′ 09″ N, 7° 53′ 04″ E |           |
| Tozeur   | Musée Chak Wak                                      | Musée Chak Wak                                      | 33° 54′ 42″ N, 8° 08′ 50″ E | 2005      |
| Tozeur   | Musée Dar Cheraït                                   | Musée Dar Cheraït                                   | 33° 54′ 45″ N, 8° 07′ 11″ E | 1990      |

## Gouvernorat de Tunis
| Localité      | Nom                                              | Image                                            | Coordonnées                  | Ouverture |
| ------------- | ------------------------------------------------ | ------------------------------------------------ | ---------------------------- | --------- |
| Carthage      | Musée national de Carthage                       | Musée national de Carthage                       | 36° 51′ 11″ N, 10° 19′ 28″ E | 1875      |
| Carthage      | Musée océanographique de Salammbô                | Musée océanographique de Salammbô                | 36° 50′ 36″ N, 10° 19′ 34″ E | 1924      |
| Carthage      | Musée paléo-chrétien de Carthage                 | Musée paléo-chrétien de Carthage                 | 36° 50′ 54″ N, 10° 19′ 29″ E |           |
| Le Bardo      | Musée national du Bardo                          | Musée national du Bardo                          | 36° 48′ 34″ N, 10° 08′ 04″ E | 1888      |
| Sidi Bou Saïd | Centre des musiques arabes et méditerranéennes   | Centre des musiques arabes et méditerranéennes   | 36° 52′ 01″ N, 10° 20′ 44″ E | 1992      |
| Sidi Bou Saïd | Dar El Annabi                                    | Dar El Annabi                                    | 36° 52′ 15″ N, 10° 20′ 51″ E |           |
| Tunis         | Cité des sciences                                | Cité des sciences                                | 36° 50′ 59″ N, 10° 11′ 18″ E |           |
| Tunis         | Dar Maâkal Az-Zaïm                               | Dar Maâkal Az-Zaïm                               | 36° 47′ 36″ N, 10° 09′ 55″ E |           |
| Tunis         | Musée de l'éducation                             | Musée de l'éducation                             | 36° 48′ 04″ N, 10° 09′ 51″ E | 2008      |
| Tunis         | Musée de la mémoire nationale                    | Musée de la mémoire nationale                    | 36° 46′ 17″ N, 10° 10′ 13″ E | 2001      |
| Tunis         | Musée de la monnaie                              | Musée de la monnaie                              | 36° 48′ 17″ N, 10° 11′ 07″ E | 2008      |
| Tunis         | Musée de la poste                                | Musée de la poste                                | 36° 47′ 48″ N, 10° 10′ 43″ E | 1959      |
| Tunis         | Musée de la ville de Tunis                       | Musée de la ville de Tunis                       | 36° 48′ 06″ N, 10° 10′ 07″ E | 1999      |
| Tunis         | Musée des Arts et Traditions populaires de Tunis | Musée des Arts et Traditions populaires de Tunis | 36° 47′ 39″ N, 10° 10′ 18″ E | 1964      |
| Tunis         | Musée des finances                               | Musée des finances                               | 36° 48′ 05″ N, 10° 10′ 42″ E | 2003      |
| Tunis         | Musée du cinéma                                  | Musée du cinéma                                  | 36° 47′ 47″ N, 10° 09′ 56″ E | 1998      |
| Tunis         | Musée national de la médecine                    | Musée national de la médecine                    | 36° 48′ 07″ N, 10° 09′ 47″ E | 1997      |
| Tunis         | Musée national d'art moderne et contemporain     | Musée national d'art moderne et contemporain     | 36° 48′ 40″ N, 10° 11′ 09″ E | 2018      |
| Tunis         | Musée de la justice                              | Musée de la justice                              | 36° 48′ 05″ N, 10° 09′ 55″ E |           |
| Tunis         | Musée du service géologique de Tunisie           | Musée du Service Géologique de Tunisie           | 36° 50′ 48″ N, 10° 12′ 29″ E |           |

## Gouvernorat de Zaghouan
Aucun musée n'est recensé sur le territoire du gouvernorat de Zaghouan.